# Linijka standardowa
Linijka standardowa – obiekt astronomiczny, którego fizyczny rozmiar jest znany. Poprzez zmierzenie jego średnicy kątowej możliwy jest pomiar odległości do niego.
Znając fizyczny rozmiar obiektu astronomicznego i jego rozmiar kątowy, odległość można wyznaczyć na podstawie wzoru:
{\displaystyle d={\frac {648\ 000}{\pi }}{\frac {D}{\alpha }},}
gdzie:
{\displaystyle \alpha } – rozmiar kątowy w sekundach łuku,
{\displaystyle D} – średnica danego obiektu,
{\displaystyle d} – jego odległość od obserwatora.
W kosmologii obserwacyjnej najbardziej użyteczną linijką standardową jest „horyzont dźwiękowy” w chwili ostatniego rozproszenia, mierzony poprzez badanie właściwości promieniowania tła (w szczególności kątowego widma mocy) lub akustycznych oscylacji barionów (ang. BAO). Gromady galaktyk i radiogalaktyki również mogą być wykorzystane jako linijki standardowe (przy pewnych założeniach), ale są mniej dokładnie niż połączenie metod CMB i BAO.